# 中尾浩之
中尾 浩之（なかお ひろゆき、1968年2月8日 - ）は、日本の映画監督、脚本家、テレビディレクター、CMディレクター。

## 来歴
東京都生まれ。成蹊中学校・高等学校・日本大学芸術学部放送学科卒業。株式会社ピクス（P.I.C.S.）所属。自らライブメーションと名付けた、実写映像にCG加工を施す独特の手法により、『スチーム係長』『trainsurfer』を制作すると共に、実写ドラマやショートフィルムも手掛けている。
代表作に『タイムスクープハンター』シリーズなど。漫画家・窪之内英策と共に同人プロジェクト『ブルバスター』の原作や、TVアニメーション『スペースバグ』監督・脚本など実写・アニメ問わず活躍の場を広げる。

## 作品

### 映画
- 劇場版 タイムスクープハンター -安土城 最後の1日-（2013年）：監督・脚本
- シサㇺ（2024年）：監督

### テレビ

#### ドラマ
- trainsurfer（MTV JAPAN）：監督・脚本
  - シーズン1（2004年1月）
  - シーズン2（2007年12月）
- ヤンエグ!（2005年1月31日 - 2月4日、テレビ朝日）︰脚本・演出
- スチーム係長（2005年、テレビ東京）：監督・脚本
- 昭和ダイナマイト（2006年、MTV JAPAN）：監督・脚本
- 黒い太陽（2006年7月28日 - 9月15日、テレビ朝日）︰演出（タイトルバック）
- ZERO（2008年1月2日 - 、MTV JAPAN、出演:小出恵介、高橋真唯）：監督・脚本
- タイムスクープハンター（NHK、出演:要潤、杏）：監督・脚本
  - お氷様はかくして運ばれた（2008年9月12日）
  - シーズン1（2009年3月31日 - 5月19日）
  - スペシャル「幕末決死行！～江戸牢獄・限界長屋の実態～」（2009年12月30日）
  - シーズン2（2010年3月29日 - 6月7日）
  - スペシャル「滅亡パニック！彗星大接近」（2010年12月28日）
  - 0号「沢嶋雄一　真の姿とは!?」（2011年4月30日）︰プロデューサー
  - シーズン3（2011年5月12日 - 7月14日）
  - スペシャル「戦国SOS！カラス天狗を追え！」（2011年12月21日）
  - シーズン4（2012年4月3日 - 6月26日）
  - スペシャル「てんてこ舞い「大奥」歳末始末記」（2012年12月31日）
  - シーズン5（2013年4月6日 - 7月27日）
  - スペシャル「緊急指令！守れ秘伝の味」（2014年1月2日）
  - シーズン6（2014年4月5日 - 9月20日）
  - タイムスクープハンターセレクション（2015年4月）
- 名探偵ハチケイ 華麗なる推理（2016年12月、NHK、出演:ケイン・コスギ、山村紅葉）：監督
- 卒業バカメンタリー（2018年1月22日 - 3月26日、日本テレビ、出演:藤井流星、濵田崇裕）：監督
- スーパーチューナー/異能機関（2018年9月14日 - 11月16日、WOWOW、主演:SparQlew）：監督・脚本
- 「簡単なお仕事です。」に応募してみた（2019年7月22日 - 、日本テレビ、出演:岩本照、ラウール、渡辺翔太、目黒蓮）：監督
- 文豪少年!〜ジャニーズJr.で名作を読み解いた〜（2021年4月、WOWOW、出演:少年忍者） - 3話、5話監督。

#### アニメ
- スペースバグ（2018年7月8日 - 2019年1月6日、TOKYO MX）：監督・脚本

#### バラエティ
- 世直しバラエティー カンゴロンゴ（2008年10月 - 2009年3月、NHK）：「カン・ゴローの四字熟語な生活」CG制作
- コレができたらニッポン人 小林家の人々（2011年8月13日、NHK）：監督・脚本

### ショートフィルム
- ZERO（2004年版）：企画・監督・脚本
- THE SECRET SHOW（ショートショートフィルムフェスティバルスカラシップ制作、出演:要潤、石原良純）：監督・脚本
- LINE （文化庁若手映画作家育成プロジェクト、出演:上島竜兵、ふせえり、勝村政信）監督・脚本
- 東京オンリーピック：「巨大相撲」監督

### OVA
- ABUNAI SISTERS -KOKO&MIKA（2009年）：監督・脚本・絵コンテ

### CM
- 週刊少年サンデー（2006年）
- スパワールド（2007年 - 2008年）
- 富士通 ノクリア（2009年）
- GSユアサ（2010年）

### MV
- 氣志團「族」（2004年）

### その他
- ブルバスター（2017年）
- Kiramune Presents リーディングライブ『カラーズ』（2018年）

## 主な受賞
- MTV-Station ID コンテスト　グランプリ受賞
- カンヌライオンズ 2000　世界の新人監督8人選出（サーチ&サーチ社）
- ショートショートフィルムフェスティバル 2004「ZERO」トリプル受賞　グランプリ／審査員賞／学生審査員賞
- Anifest国際アニメーションフィルムフェスティバル「スチーム係長」Prize for the Best Television Film and Series
- ATP賞テレビグランプリ　情報バラエティ部門 最優秀賞
- シカゴ国際映画祭　ヒューゴ・テレビ賞 バラエティ・エンターテインメントシリーズ部門 奨励賞